# Dagmar Manzel

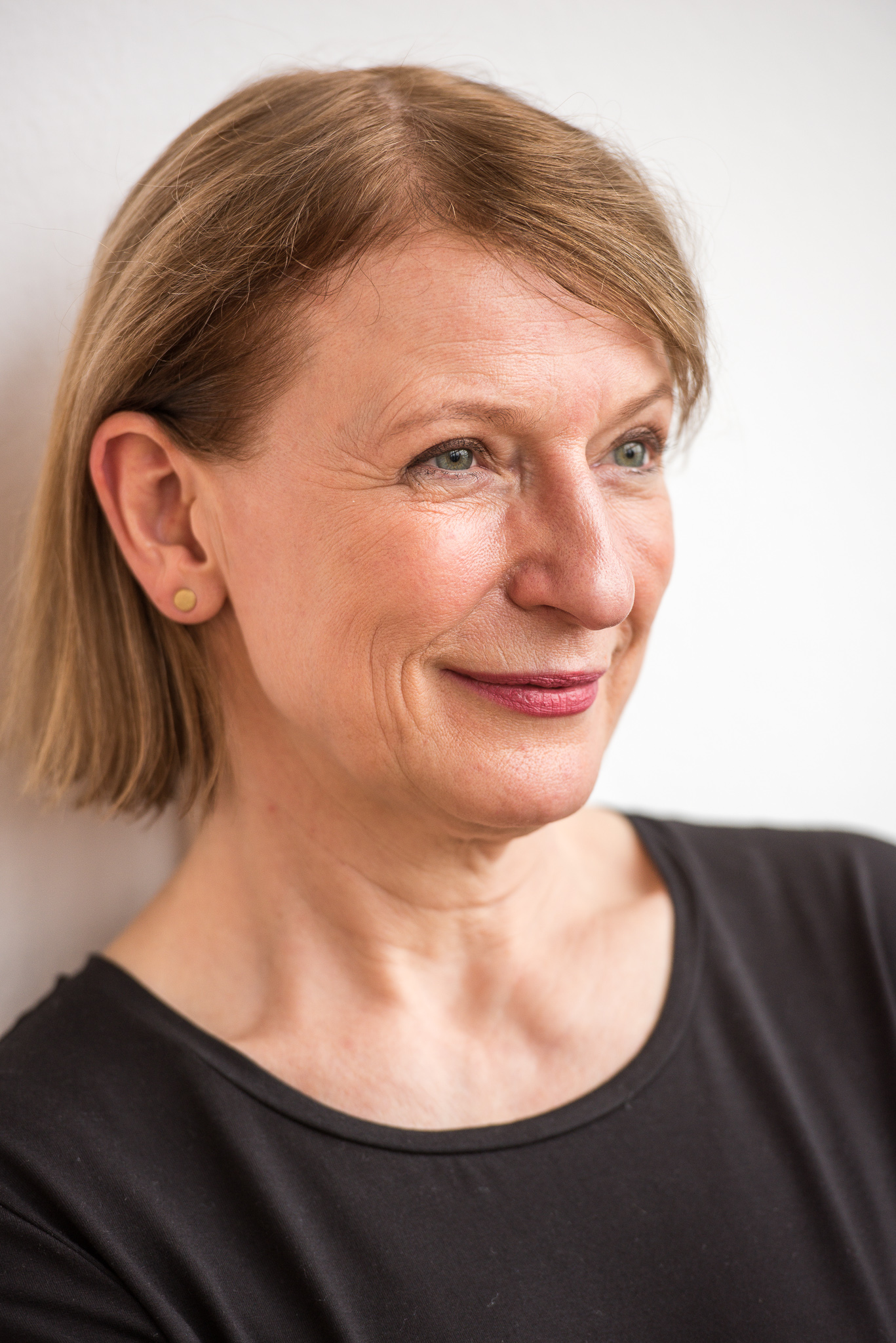
Dagmar Manzel, 2016

Dagmar Manzel (* 1. September 1958 in Ost-Berlin) ist eine deutsche Schauspielerin, Sängerin und Hörspielsprecherin.

## Leben

### Herkunft und Ausbildung
Manzel wurde als Tochter des Lehrerehepaares Paul und Annemarie Manzel (geb. Römer) im Ost-Berliner Stadtteil Friedrichshagen geboren. Nach dem Abitur an der Alexander-von-Humboldt-Oberschule in Köpenick wurde sie von 1977 bis 1980 an der Staatlichen Schauspielschule Berlin im Schauspiel ausgebildet. Bereits im zweiten Studienjahr spielte sie in einer vom Fernsehen aufgezeichneten Inszenierung des Urfaust.

### Privates
Dagmar Manzel war in erster Ehe mit dem Schauspieler Marcus Kaloff und in zweiter Ehe mit dem Schauspieler, Maler und Lyriker Robert Gallinowski verheiratet. Aus ihrer Beziehung mit dem Schauspieler Peter Mario Grau entstammt die gemeinsame Tochter Klara Manzel.

## Karriere

### Theater
1980 erhielt sie ein Engagement am Staatstheater Dresden und 1983 am Deutschen Theater Berlin, das bald zu ihrer künstlerischen Heimat wurde. Von 1983 bis 2001 gehörte sie dem Haus als festes Ensemblemitglied an und arbeitete in dieser Zeit unter anderem mit Regisseuren wie Thomas Langhoff, Heiner Müller, Thomas Schulte-Michels und Frank Castorf zusammen.
Neben ihrer schauspielerischen Tätigkeit tritt sie als Gast auch immer wieder in Musiktheaterproduktionen auf. So übernahm sie 2002 die Titelrolle in Thomas Schulte-Michels Inszenierung von Jacques Offenbachs Operette Die Großherzogin von Gerolstein am Deutschen Theater Berlin und spielte ebenfalls die Hauptrolle in seiner Inszenierung von Offenbachs Operette La Périchole 2008 am Berliner Ensemble.
Im Herbst 2004 spielte Dagmar Manzel an der Komischen Oper Berlin die weibliche Hauptrolle in Stephen Sondheims Musical Sweeney Todd unter der Regie von Christopher Bond, auf dessen Vorlage Sondheims Stück ursprünglich basiert.
Ab 2012 stand sie mit Sieben Songs / Die sieben Todsünden auf der Bühne der Komischen Oper Berlin. In der Operette Ball im Savoy, ebenso in der Komischen Oper Berlin, spielt sie seit 2013 die Rolle der Madeleine de Faublas. Seit 2016 steht sie als Cleopatra, Königin von Ägypten in der Operette Die Perlen der Cleopatra auf der Bühne der Komischen Oper Berlin.

### Film und Fernsehen

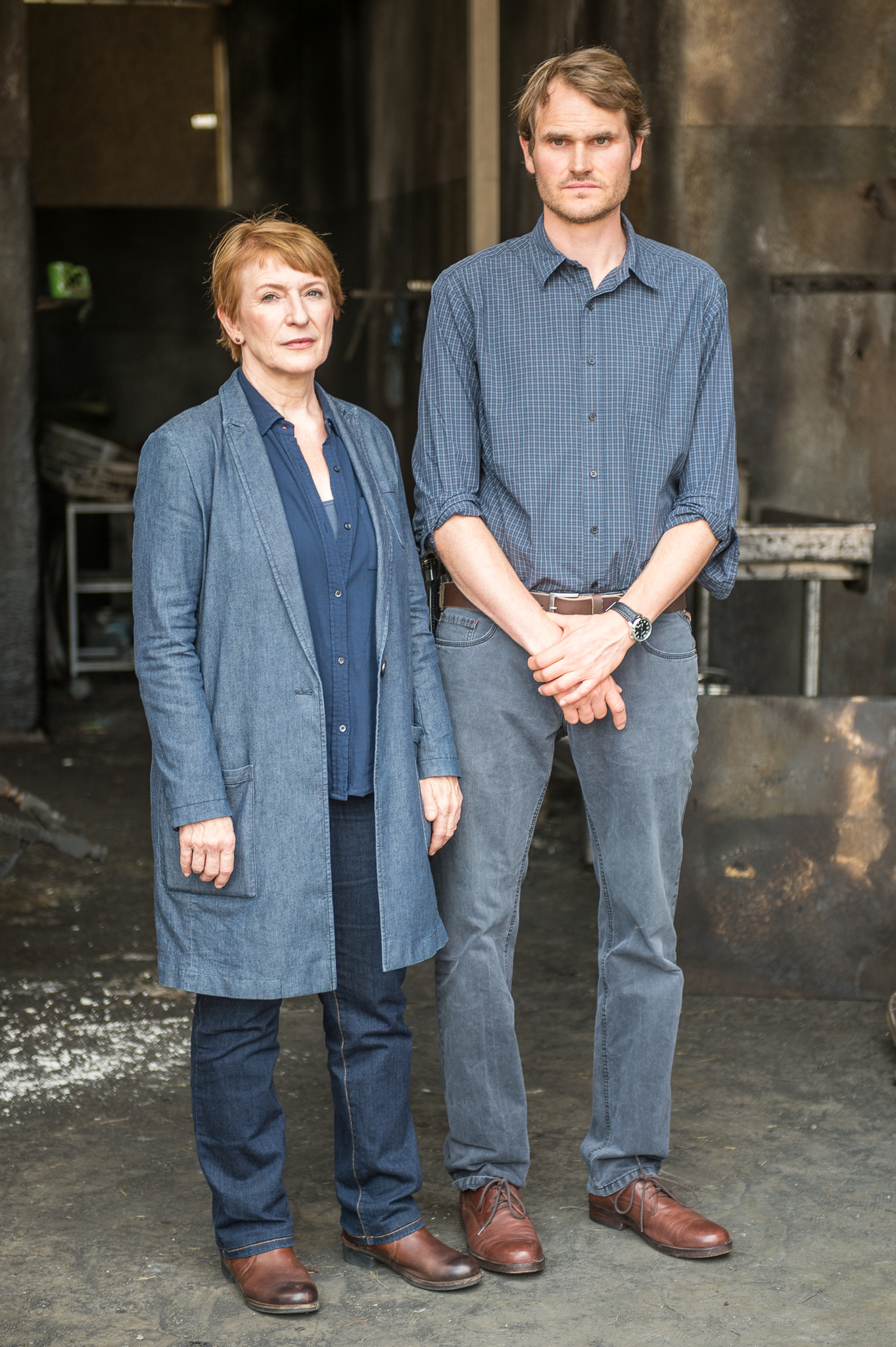
Dagmar Manzel und Fabian Hinrichs beim Tatort-Dreh, 2016

Nachdem Manzel 1979 ihr Fernsehdebüt in einer vom Fernsehen aufgezeichneten Inszenierung des Urfaust gegeben hatte, war sie ab Anfang der 1980er Jahre regelmäßig in Film und Fernsehen zu sehen. 1986 war Manzel in Bernd Böhlichs Literaturverfilmung Der junge Herr Siegmund, die auf der im Jahre 1796 erschienenen Erzählung Die beiden merkwürdigsten Tage aus Siegmunds Leben von Ludwig Tieck basiert, an der Seite von Florian Martens als rätselhaftes „Freudenmädchen“ zu sehen. Im selben Jahr spielte sie unter der Regie von Heiner Carow eine der Hauptrollen in dem DEFA-Filmdrama So viel Träume, der bei den 37. Internationalen Filmfestspielen Berlin aufgeführt wurde. Carow besetzte sie 1989 auch in dem Spielfilm Coming Out, dem letzten DEFA-Kinofilm vor dem Mauerfall, neben Matthias Freihof in der Hauptrolle als Lehrerin Tanja, die mit ihrem Kollegen eine Beziehung eingeht, ohne zu wissen, dass dieser homosexuell orientiert ist. Sie gastierte zudem mehrfach in den Krimireihen Der Staatsanwalt hat das Wort und Polizeiruf 110.
Nach der Wende konnte sie nahtlos an ihre Karriere in der DDR anknüpfen. In Helmut Dietls Schtonk! agierte sie 1992 in der Nebenrolle der Biggi Knobel, der Ehefrau des Tagebuchfälschers. Für ihre Rolle der Dorit Meissen in Die Apothekerin von Rainer Kaufmann wurde sie 1997 für den Deutschen Filmpreis als „Beste Nebendarstellerin“ nominiert. 1998 war sie in dem Dreiteiler Der Laden, nach einer Vorlage von Erwin Strittmatter, als die brandenburgische Bäckerin Mutter Matt, die eigentlich Seiltänzerin werden wollte und mit ihrem Leben nicht sonderlich zufrieden scheint, zu sehen. 1999 spielte sie die Ehefrau des von den Nationalsozialisten verfolgten jüdischen Literaturprofessors Victor Klemperer (Matthias Habich) in der zwölfteiligen Fernsehserie Klemperer – Ein Leben in Deutschland. Für ihre dortige schauspielerische Leistung erhielt sie 2000 den Deutschen Filmpreis in der Kategorie „Beste Schauspielerin Serie“.
2000 war Manzel in dem Spielfilm Crazy als Mutter Juliane des von Robert Stadlober dargestellten Protagonisten Benjamin Lebert auf der Kinoleinwand zu sehen. 2002 spielte sie neben Ulrich Mühe in der Verwechslungskomödie Goebbels und Geduldig die Rolle der Grete Zipfel. Ihre Rolle der an Brustkrebs erkrankten Manja Grüneberg in Kai Wessels Fernsehdrama Leben wäre schön brachte ihr 2004 den Adolf-Grimme-Preis und den Bayerischen Fernsehpreis ein. 2007 spielte Manzel an der Seite von Christine Schorn und Kirsten Block in der Tragikomödie Frei nach Plan die gescheiterte Rocksängerin Anne, die anlässlich einer Geburtstagsfeier ihrer Mutter in ihr Heimatdorf zurückkehrt. 2008 war sie in Thorsten Näters Fernsehfilm Bloch: Die blaue Stunde in der Rolle der unter einer Zwangsstörung leidenden Schriftstellerin Heide Welk zu sehen. Eine weitere Zusammenarbeit mit Näter erfolgte 2013 mit dem Spielfilm Mord nach Zahlen, in der sie eine Hamburger Versicherungsangestellte und promovierte Mathematikerin spielt, die für ihren neuen Chef im Außendienst ermitteln soll, um den Fall des Unternehmers Markus Biehler zu untersuchen.
2012 wurde sie für ihre Nebenrolle in Christian Schwochows Drama Die Unsichtbare mit dem Deutschen Filmpreis ausgezeichnet. Seit 2015 ist Manzel an der Seite von Fabian Hinrichs im zweiten Tatort-Team des Bayerischen Rundfunks, das in Franken ermittelt, als Hauptkommissarin Paula Ringelhahn zu sehen. Im August 2023 gab sie bekannt, dass sie nach der zehnten Tatort-Folge mit Paula Ringelhahn, die ab 29. August 2023 gedreht wurde, auf eigenen Wunsch aus der Serie aussteigt. Als Begründung erklärte Manzel, „Wenn´s am schönsten ist, soll man aufhören“. Anfang Juni 2025 wurde bekanntgegeben, dass ihr Rosalie Thomass ab 2026 als Kommissarin nachfolgen soll.
In der Tragikomödie Besuch für Emma von Ingo Rasper spielte sie 2015 die schlitzohrige Kassiererin Emma Beeskow, die sich mit dem Obdachlosen August von Zinnerberg (Henry Hübchen) anfreundet. Für diese Rolle bekam sie 2016 den Preis der Deutschen Akademie für Fernsehen in der Kategorie „Schauspielerin – Hauptrolle“. 2019 besetzte sie Rasper erneut für seine Filmproduktion Gloria, die schönste Kuh meiner Schwester als brandenburgische Bäuerin Jutta Pohlmann, an der Seite von Axel Prahl. In der ZDF-Verfilmung von Juli Zehs Gesellschaftsroman Unterleuten – Das zerrissene Dorf, die im März 2020 erstmals im Fernsehen gezeigt wurde, übernahm sie die Rolle der Hilde Kessler. Im selben Jahr wirkte sie in Rosa von Praunheims Film Operndiven, Operntunten mit, der erstmals auf Arte ausgestrahlt wurde.
Seit 1994 ist Dagmar Manzel Mitglied der Akademie der Künste Berlin.

### Hörspielarbeiten
Dagmar Manzel betätigt sich auch als Hörspielsprecherin. Ab Mitte der 1980er Jahre arbeitete sie für den staatlichen Rundfunk der DDR, später im wiedervereinigten Deutschland war Manzel in mehreren Produktionen für den Südwestrundfunk, Ostdeutschen Rundfunk Brandenburg und Deutschlandradio Kultur zu hören. 2001 las sie gemeinsam mit ihren Schauspielkollegen Otto Sander, Ulrich Mühe und Katharina Thalbach im Rahmen von Die Lieblingsgedichte der Deutschen. 100 Gedichte mehrere Gedichte ein, u. a. Stufen von Hermann Hesse.

## Filmografie (Auswahl)

### Kino
- 1986: Der Traum vom Elch (Regie: Siegfried Kühn)
- 1986: Der Junge mit dem großen schwarzen Hund (Regie: Hannelore Unterberg)
- 1986: So viele Träume (Regie: Heiner Carow)
- 1989: Coming out (Regie: Heiner Carow)
- 1989: Der Magdalenenbaum (Regie: Rainer Behrend)
- 1991: Tanz auf der Kippe (Regie: Jürgen Brauer)
- 1992: Die Verfehlung (Regie: Heiner Carow)
- 1992: Schtonk! (Regie: Helmut Dietl)
- 1995: Nach Fünf im Urwald (Regie: Hans-Christian Schmid)
- 1996: Die Putzfraueninsel (Regie: Peter Timm)
- 1996: Die Apothekerin (Regie: Rainer Kaufmann)
- 1997: Gomez – Kopf oder Zahl (Regie: Edward Berger)
- 2000: Crazy (Regie: Hans-Christian Schmid)
- 2001: Als Großvater Rita Hayworth liebte (Regie: Iva Svarcová)
- 2004: Nachbarinnen (Regie: Franziska Meletzky)
- 2005: Willenbrock (Regie: Andreas Dresen)
- 2005: Der Junge ohne Eigenschaften (Regie: Thomas Stiller)
- 2006: Vier Töchter (Regie: Rainer Kaufmann)
- 2008: Frei nach Plan (Regie: Franziska Meletzky)
- 2008: Freischwimmer (Regie: Andreas Kleinert)
- 2009: John Rabe (Regie: Florian Gallenberger)
- 2011: Die Unsichtbare (Regie: Christian Schwochow)
- 2011: Die verlorene Zeit (Regie: Anna Justice)
- 2012: Zettl (Regie: Helmut Dietl)
- 2013: Stiller Sommer (Regie: Nana Neul)
- 2018: Grüner wird’s nicht, sagte der Gärtner und flog davon (Regie: Florian Gallenberger)
- 2021: Ein großes Versprechen (Regie: Wendla Nölle)

### Fernsehen

#### Fernsehfilme
- 1986: Der junge Herr Siegmund (Regie: Bernd Böhlich)
- 1987: Die erste Reihe (Regie: Peter Vogel)
- 1989: Späte Ankunft (Zweiteiler; Regie: 	Vera Loebner)
- 1991: Die Erbschaft (Regie: Bertram von Boxberg)
- 1993: Einer zahlt immer (Regie: Max Färberböck)
- 1994: Ein falscher Schritt (Regie: Hermine Huntgeburth)
- 1998: Der Laden (Regie: Jo Baier)
- 1998: Das Frankfurter Kreuz (Regie: Romuald Karmakar)
- 1999: Klemperer – Ein Leben in Deutschland (Regie: Kai Wessel und Andreas Kleinert)
- 2001: Kelly Bastian – Geschichte einer Hoffnung (Regie: Andreas Kleinert)
- 2002: Goebbels und Geduldig (Regie: Kai Wessel)
- 2003: Leben wäre schön (Regie: Kai Wessel)
- 2005: Speer und Er (Regie: Heinrich Breloer)
- 2005: Die Nachrichten (Regie: Matti Geschonneck)
- 2006: Nicht alle waren Mörder (Regie: Jo Baier)
- 2006: Als der Fremde kam (Regie: Andreas Kleinert)
- 2008: Mordgeständnis (Regie: Thorsten Näter)
- 2009: Hoffnung für Kummerow (Regie: Jan Ruzicka)
- 2011: Blaubeerblau (Regie: Rainer Kaufmann)
- 2013: Krokodil (Regie: Urs Egger)
- 2013: Mord nach Zahlen (Regie: Thorsten Näter)
- 2015: Besuch für Emma (Regie: Ingo Rasper)
- 2019: Gloria, die schönste Kuh meiner Schwester (Regie: Ingo Rasper)
- 2020: Unterleuten – Das zerrissene Dorf (Regie: Matti Geschonneck)
- 2020: Operndiven, Operntunten (Arte, Buch und Regie: Rosa von Praunheim und Markus Tiarks)
- 2024: Kati – Eine Kür, die bleibt

#### Fernsehserien und -reihen
- 1987: Der Staatsanwalt hat das Wort: Um jeden Preis (Regie: Bernd Böhlich)
- 1988: Polizeiruf 110: Eifersucht (Regie: Bernd Böhlich)
- 1988: Der Staatsanwalt hat das Wort: Da mach ich nicht mit
- 1991: Tatort: Tödliche Vergangenheit (Regie: Marianne Lüdcke)
- 1995: Polizeiruf 110: Jutta oder Die Kinder von Damutz (Regie: Bernd Böhlich)
- 2003: Bella Block: Kurschatten (Regie: Thorsten Näter)
- 2008: Bloch: Die blaue Stunde
- 2011: Tatort: Stille Wasser (Regie: Thorsten Näter)
- seit 2015: Tatort (als KHK'in Paula Ringelhahn)
  - 2015: Der Himmel ist ein Platz auf Erden
  - 2016: Das Recht, sich zu sorgen
  - 2017: Am Ende geht man nackt
  - 2018: Ich töte niemand
  - 2019: Ein Tag wie jeder andere
  - 2020: Die Nacht gehört dir
  - 2021: Wo ist Mike?
  - 2022: Warum
  - 2024: Trotzdem

## Theater
- 1984: Heinar Kipphardt: Bruder Eichmann (Vortragende) – Regie: Alexander Stillmark (Deutsches Theater Berlin)
- 1985: Pedro Calderón de la Barca: Das Leben ist Traum (Rosaura) – Regie: Friedo Solter (Deutsches Theater Berlin)
- 1988: Michail Bulgakow: Paris, Paris (Stubenmädchen) – Regie: Frank Castorf (Deutsches Theater Berlin)
- 1991: William Shakespeare/Heiner Müller: Hamlet/Maschine (Gertrud) – Regie: Heiner Müller (Deutsches Theater Berlin)
- 1992: Carl Sternheim Der Nebbich (Kammersängerin Rita Marchetti) – Regie: Niels-Peter Rudolph (Deutsches Theater Berlin – Kammerspiele)
- 2013: Paul Abraham Ball im Savoy (Madeleine de Faublas) – Inszenierung: Barrie Kosky (Komische Oper Berlin)
- 2015: Oscar Straus Eine Frau, die weiß, was sie will! (Solistin) – Inszenierung: Barrie Kosky (Komische Oper Berlin)
- 2016: Oscar Straus Die Perlen der Cleopatra (Cleopatra) – Inszenierung: Barrie Kosky (Komische Oper Berlin)
- 2017: Jerry Bock Anatevka (Golde) – Inszenierung: Barrie Kosky (Komische Oper Berlin)
- 2021: Igor Strawinsky Histoire du soldat (Sprecherin) – Bayerische Staatsoper München

## Dokumentarfilme
- Irgendwo auf der Welt – Dagmar Manzel entdeckt Werner Richard Heymann. Dokumentarfilm, Deutschland, 2011, 58:10 Min., Buch und Regie: Enrique Sánchez Lansch, Produktion: rbb, Erstsendung: 11. Dezember 2011 bei rbb, Inhaltsangabe von Musik Heute.
- Dagmar Manzel – Porträt einer Antidiva. Dokumentarfilm, Deutschland, 2018, 43:00 Min., Buch und Regie: Josephine Links und Maria Wischnewski, Produktion: koberstein film, rbb, BR, MDR, Erstsendung: 27. August 2018 beim BR Fernsehen, Inhaltsangabe von ARD, online-Video aufrufbar bis zum 21. August 2020.

## Diskografie
- 1985: Kurt Tucholsky: Rheinsberg, Bearbeitung: Matthias Thalheim, Musik: Thomas Natschinski, Regie: Barbara Plensat, mit Kurt Böwe, Ulrike Krumbiegel, Gunter Schoß u. a., Rundfunk der DDR; Der Audio Verlag 2001, ISBN 3-89813-158-0, Neuauflage 2012: ISBN 978-3-86231-157-6.
- 1991: Ulrich Gumpert, Jochen Berg: Die Engel – Vier Kurz-Opern. 2 CDs, Steidl Verlag, Göttingen 1991, ISBN 3-88243-197-0.
- 2002: Ich bin ein Wesen leichter Art. Dagmar Manzel singt die bezauberndsten Theaterlieder.
- 2011: Judith Schalansky: Der Hals der Giraffe. Bildungsroman, gekürzte Lesung, 4 CDs, NDR kultur, Der Audio Verlag, ISBN 978-3-86231-129-3
- 2011: Irgendwo auf der Welt. Dagmar Manzel singt Lieder von Werner Richard Heymann.
- 2012: Christa Wolf: August, Audio-CD, 71 Min. Der Audio Verlag, ausgezeichnet mit dem Deutschen Hörbuchpreis als Beste Interpretin, ISBN 978-3-86231-222-1.
- 2013: MENSCHENsKIND. Dagmar Manzel singt Friedrich Hollaender.
- 2014: Christa Wolf: Nachruf auf Lebende. Die Flucht. Ungekürzte Lesung, 3 CDs, MDR Figaro, Der Audio Verlag, ISBN 978-3-86231-390-7.
- 2019: Sehnsucht.

## Hörspiele
- 1985: Kurt Tucholsky: Rheinsberg (Lissy Achner) – Regie: Barbara Plensat (Hörspiel – Rundfunk der DDR)
- 1985: Hans Fallada: Geschichten vom Mäuseken Wackelohr und von der gebesserten Ratte (2. Ameise) – Regie/Bearbeitung: Peter Brasch (Kinderhörspiel – Litera)
- 1986: Brüder Grimm: Der Frieder und das Katherlieschen / Der Krautesel (Erzählerin) – Regie: Karin Lorenz (Kinderhörspiel – Litera)
- 1987: Lothar Walsdorf: Die Mittagsfrau (Magd) – Regie: Peter Brasch (Kinderhörspiel – Rundfunk der DDR)
- 1988: Homer: Die Irrfahrten des Odysseus (Arete) – Regie: Werner Buhss (Kinderhörspiel (6 Teile) – Rundfunk der DDR)
- 1988: Hans Christian Andersen: Die kleine Seejungfrau (Kerala) – Regie: Werner Buhss (Kinderhörspiel – Litera)
- 1989: Heidrun Loeper: Der Prinz von Theben in Berlin – Regie: Barbara Plensat (Hörspiel – Rundfunk der DDR)
- 1989: Kerstin Leitmeyer: Lichtwechsel – Regie: Barbara Plensat (Hörspiel – Rundfunk der DDR)
- 1989: Brüder Grimm: Hänsel und Gretel (Stiefmutter) – Regie: Werner Buhss (Kinderhörspiel – Litera)
- 1989: Alexej Tolstoi: Gevatter Naúm (Marja) – Regie: Rainer Schwarz (Kinderhörspiel – Litera)
- 1995: Xenija Dragunskaja: Oktoberland (Stewardess) – Regie: Beate Rosch/Siegfried Pfaff (Hörspiel – ORB)
- 1996: Klaus Pohl: Wartesaal Deutschland Stimmen Reich (Rosemarie L.) – Regie: Dieter Mann/Norbert Schaeffer (Hörspiel – SWF)
- 1996: Franz Zauleck: Olga bleibt Olga – Regie: Karlheinz Liefers (Kinderhörspiel – DLR Berlin)
- 2004: Andrei Arsenjewitsch Tarkowski: Hoffmanniana (Frau Hoffmann) – Regie: Kai Grehn (Hörspiel – SWR, RBB)
- 2008: Ingmar Bergman: Fisch (Anne) – Regie: Kai Grehn (Hörspiel – SWR, DKultur) Arthaus Premium, EAN: 4006680044712
- 2010: Herta Müller: Atemschaukel (Loni Mich) – Regie: Kai Grehn (Hörspiel – NDR) Hörbuch Hamburg, ISBN 978-3-89903-697-8.
- 2011: Agnieszka Lessmann: Mörder – Regie: Christine Nagel (Hörspiel – DLF, SWR)
- 2012: Henry D. Thoreau: Über die Pflicht zum Ungehorsam gegen den Staat. Civil Disobedience. – Regie: Kai Grehn (Hörspiel – RB) Hörbuch Hamburg, ISBN 978-3-89903-390-8
- 2013: E. M. Cioran: Vom Nachteil, geboren zu sein – Regie: Kai Grehn (Hörspiel – SWR)
- 2014: Nina Hellenkemper: Die sieben Leben der Marina Abramovic. Der Körper als Kunstwerk – Regie: Nikolai von Koslowski (Hörstück – WDR, NDR, RBB)
- 2014: Patrick Findeis: Hannelore oder So ein abgelichtetes Leben will verkraftet sein (Hannelore) – Regie: Kai Grehn (Hörspiel – SWR)
- 2014: Catherine Milliken, Dietmar Wiesner: Bunyah – Regie: Catherine Milliken, Dietmar Wiesner (Hörspiel – SWR)
- 2016: Marguerite Duras: Der Liebhaber (Duras)  – Bearbeitung und Regie: Kai Grehn (Hörspiel – SWR) Hörbuch Hamburg, ISBN 978-3-95713-064-8

## Auszeichnungen
- 1980: Darstellerpreis für Jutta und die Kinder von Damuz
- 1991: Kunstpreis der Stadt Berlin
- 1994: Deutscher Kritikerpreis
- 2000: Deutscher Fernsehpreis in der Kategorie Beste Schauspielerin Serie für Klemperer
- 2004: Adolf-Grimme-Preis für Leben wäre schön
- 2004: Bayerischer Fernsehpreis für Leben wäre schön
- 2006: Deutscher Fernsehpreis in der Kategorie Beste Schauspielerin Fernsehfilm (Hauptrolle) für Als der Fremde kam und Die Nachrichten
- 2009: Berliner Bär (B.Z.-Kulturpreis)
- 2012: Deutscher Schauspielerpreis in der Kategorie weibliche Nebenrolle für Zettl und Die Unsichtbare
- 2012: Deutscher Filmpreis in der Kategorie weibliche Nebenrolle für Die Unsichtbare
- 2014: Deutscher Theaterpreis Der Faust in der Kategorie Beste darstellerische Leistung im Schauspiel für Gift
- 2016: Preis der Deutschen Akademie für Fernsehen in der Kategorie Schauspielerin - Hauptrolle für Besuch für Emma
- 2017: Paula-Filmpreis[14]
- 2017: Goldener Vorhang für ihre Rollen in Glückliche Tage und Gift am Deutschen Theater Berlin und Die Perlen der Cleopatra an der  Komischen Oper Berlin